# Scopella
Scopella là một chi thực vật có hoa trong họ Cucurbitaceae.

## Loài
Chi Scopella gồm các loài: